# Kabinet-Rutte II
Het kabinet-Rutte II, ook wel het kabinet-Rutte-Asscher genoemd, was een Nederlands kabinet van 5 november 2012 tot en met 26 oktober 2017. Het bestond uit de politieke partijen VVD en PvdA en stond onder voorzitterschap van premier Mark Rutte en was de opvolger van kabinet-Rutte I, na de Tweede Kamerverkiezingen van 12 september 2012 en de daaropvolgende kabinetsformatie. Het kabinet heeft in de Eerste Kamer nooit een meerderheid gehad. In de Tweede Kamer heeft het zijn meerderheid gedurende de regeerperiode verloren, doordat er verschillende afsplitsingen van de regeringsfracties hebben plaatsgevonden. Het was het eerste Nederlandse kabinet sinds 1998 dat de gehele parlementaire periode volmaakte en het langstzittende Nederlandse kabinet sinds de Tweede Wereldoorlog.

## Totstandkoming

### Formatie
Na de Tweede Kamerverkiezingen van 12 september 2012 ging de kabinetsformatie van start onder leiding van verkenner Henk Kamp. Die concludeerde dat er onderzocht moest worden of er een kabinet mogelijk was van de grootste partijen, VVD en PvdA. Onder leiding van informateurs Henk Kamp (VVD) en Wouter Bos (PvdA) werden de onderhandelingen gevoerd. Eerst werd er een deelakkoord op de financiën bereikt, later ook een regeerakkoord. Vervolgens werd VVD-leider Mark Rutte benoemd tot formateur en gaf het PvdA-congres groen licht om toe te treden tot het kabinet. Het kabinet werd beëdigd op 5 november 2012.

### Motto
Het motto van het regeerakkoord is 'Bruggen slaan'.

### Wijzigingen ministeries
Van het ministerie van Economische Zaken, Landbouw en Innovatie werd de naam gewijzigd in ministerie van Economische Zaken. Tevens verdween de minister voor Immigratie, Integratie en Asiel. Er werden twee ministersposten zonder portefeuille gecreëerd: de minister voor Buitenlandse Handel en Ontwikkelingssamenwerking (ondergebracht bij het Ministerie van Buitenlandse Zaken) en de minister voor Wonen en Rijksdienst (ondergebracht bij het ministerie van Binnenlandse Zaken en Koninkrijksrelaties).

## Samenstelling
Het kabinet-Rutte II bestond aanvankelijk  uit dertien ministers en zeven staatssecretarissen. Zeven ministers waren van de VVD, zes ministers van de PvdA. De PvdA leverde daarentegen vier staatssecretarissen tegenover drie van VVD. In het laatste jaar wijzigde dit enkele malen omdat de bewindspersonen niet meer vervangen werden.

### Ambtsbekleders
| Ambtsbekleders | Ambtsbekleders                    | Ambtsbekleders                                | Ambt (/ Portefeuille) / Ministerie | Ambt (/ Portefeuille) / Ministerie | Termijn | Partij |
| -------------- | --------------------------------- | --------------------------------------------- | ---------------------------------- | --- | --- | ------ |
|                | M. (Mark) Rutte                   | drs. M. (Mark) Rutte (1967)                   | Minister-president / Minister      | Algemene Zaken | 5 november 2012 – 26 oktober 2017                                                                               | VVD    |
|                | L.F. (Lodewijk) Asscher           | mr. dr. L.F. (Lodewijk) Asscher (1974)        | Vicepremier / Minister             | Sociale Zaken en Werkgelegenheid | 5 november 2012 – 26 oktober 2017                                                                               | PvdA   |
|                | R.H.A. (Ronald) Plasterk          | dr. R.H.A. (Ronald) Plasterk (1957)           | Minister                           | Binnenlandse Zaken en Koninkrijksrelaties | 5 november 2012 – 29 juni 2016 (ziekteverlof)                                                                   | PvdA   |
|                | S.A. (Stef) Blok                  | drs. S.A. (Stef) Blok (1964)                  | Minister                           | Binnenlandse Zaken en Koninkrijksrelaties | 29 juni 2016 – 16 september 2016 (tijdens ziekteverlof van Ronald Plasterk)                                     | VVD    |
|                | R.H.A. (Ronald) Plasterk          | dr. R.H.A. (Ronald) Plasterk (1957)           | Minister                           | Binnenlandse Zaken en Koninkrijksrelaties | 16 september 2016 – 26 oktober 2017                                                                             | PvdA   |
|                | F.C.G.M. (Frans) Timmermans       | drs. F.C.G.M. (Frans) Timmermans (1961)       | Minister                           | Buitenlandse Zaken | 5 november 2012 – 17 oktober 2014 (afgetreden na benoeming tot eurocommissaris)                                 | PvdA   |
|                | A.G. (Bert) Koenders              | drs. A.G. (Bert) Koenders (1958)              | Minister                           | Buitenlandse Zaken | 17 oktober 2014 – 26 oktober 2017                                                                               | PvdA   |
|                | J.R.V.A. (Jeroen) Dijsselbloem    | ir. J.R.V.A. (Jeroen) Dijsselbloem (1966)     | Minister                           | Financiën | 5 november 2012 – 26 oktober 2017                                                                               | PvdA   |
|                | I.W. (Ivo) Opstelten              | mr. I.W. (Ivo) Opstelten (1944)               | Minister                           | Veiligheid en Justitie | 5 november 2012 – 10 maart 2015 (afgetreden)                                                                    | VVD    |
|                | S.A. (Stef) Blok                  | drs. S.A. (Stef) Blok (1964)                  | Minister                           | Veiligheid en Justitie | 10 maart 2015 – 20 maart 2015 (waarnemend)                                                                      | VVD    |
|                | G.A. (Ard) van der Steur          | mr. G.A. (Ard) van der Steur (1969)           | Minister                           | Veiligheid en Justitie | 20 maart 2015 – 27 januari 2017 (afgetreden)                                                                    | VVD    |
|                | S.A. (Stef) Blok                  | drs. S.A. (Stef) Blok (1964)                  | Minister                           | Veiligheid en Justitie | 27 januari 2017 – 26 oktober 2017                                                                               | VVD    |
|                | H.G.J. (Henk) Kamp                | H.G.J. (Henk) Kamp (1952)                     | Minister                           | Economische Zaken | 5 november 2012 – 26 oktober 2017                                                                               | VVD    |
|                | J.A. (Jeanine) Hennis-Plasschaert | J.A. (Jeanine) Hennis-Plasschaert (1973)      | Minister                           | Defensie | 5 november 2012 – 4 oktober 2017 (afgetreden)                                                                   | VVD    |
|                | K.H.D.M. (Klaas) Dijkhoff         | mr.dr. K.H.D.M. (Klaas) Dijkhoff (1981)       | Minister                           | Defensie | 4 oktober 2017 – 26 oktober 2017                                                                                | VVD    |
|                | E.I. (Edith) Schippers            | drs. E.I. (Edith) Schippers (1964)            | Minister                           | Volksgezondheid, Welzijn en Sport | 5 november 2012 – 26 oktober 2017                                                                               | VVD    |
|                | M. (Jet) Bussemaker               | dr. M. (Jet) Bussemaker (1961)                | Minister                           | Onderwijs, Cultuur en Wetenschap | 5 november 2012 – 26 oktober 2017                                                                               | PvdA   |
|                | M.H. (Melanie) Schultz van Haegen | drs. M.H. (Melanie) Schultz van Haegen (1970) | Minister                           | Infrastructuur en Milieu | 5 november 2012 – 26 oktober 2017                                                                               | VVD    |
|                | S.A. (Stef) Blok                  | drs. S.A. (Stef) Blok (1964)                  | Minister                           | Wonen en Rijksdienst (Binnenlandse Zaken en Koninkrijksrelaties) | 5 november 2012 – 27 januari 2017 (afgetreden na benoeming tot minister van Veiligheid en Justitie)             | VVD    |
|                | E.M.J. (Lilianne) Ploumen         | drs. E.M.J. (Lilianne) Ploumen (1962)         | Minister                           | Buitenlandse Handel en Ontwikkelingssamenwerking (Buitenlandse Zaken) | 5 november 2012 – 26 oktober 2017                                                                               | PvdA   |
|                | F.H.H. (Frans) Weekers            | mr.drs. F.H.H. (Frans) Weekers (1967)         | Staatssecretaris                   | • Fiscale Zaken • Belastingdienst • Agglomeratie Zaken • Staatsloterij • Muntwezen (Financiën) | 5 november 2012 – 30 januari 2014 (afgetreden)                                                                  | VVD    |
|                | E.D. (Eric) Wiebes                | ir. E.D. (Eric) Wiebes (1963)                 | Staatssecretaris                   | • Fiscale Zaken • Belastingdienst • Agglomeratie Zaken • Staatsloterij • Muntwezen (Financiën) | 4 februari 2014 – 26 oktober 2017                                                                               | VVD    |
|                | F. (Fred) Teeven                  | mr. F. (Fred) Teeven (1958)                   | Staatssecretaris                   | • Integratie • Immigratie • Asielzaken • Vreemdelingenzaken • Rechtsbescherming • Privaatrecht • Privacybeleid • Personen- en Familierecht • Jeugdbescherming • Kansspelen • Delinquentenzorg • Rehabilitatie • Reclassering • Gevangeniswezen (Veiligheid en Justitie) | 5 november 2012 – 10 maart 2015 (afgetreden)                                                                    | VVD    |
|                | K.H.D.M. (Klaas) Dijkhoff         | mr.dr. K.H.D.M. (Klaas) Dijkhoff (1981)       | Staatssecretaris                   | • Integratie • Immigratie • Asielzaken • Vreemdelingenzaken • Rechtsbescherming • Privaatrecht • Privacybeleid • Personen- en Familierecht • Jeugdbescherming • Kansspelen • Delinquentenzorg • Rehabilitatie • Reclassering • Gevangeniswezen (Veiligheid en Justitie) | 20 maart 2015 – 4 oktober 2017 (afgetreden na benoeming tot minister van defensie)                              | VVD    |
|                | J.C. (Co) Verdaas                 | dr. J.C. (Co) Verdaas (1966)                  | Staatssecretaris                   | • Toerisme • Landschapsbeheer • Natuurbeheer • Voedselkwaliteit • Visserij • Dierenwelzijn (Economische Zaken) | 5 november 2012 – 6 december 2012 (afgetreden)                                                                  | PvdA   |
|                | S.A.M. (Sharon) Dijksma           | S.A.M. (Sharon) Dijksma (1971)                | Staatssecretaris                   | • Toerisme • Landschapsbeheer • Natuurbeheer • Voedselkwaliteit • Visserij • Dierenwelzijn (Economische Zaken) | 18 december 2012 – 5 november 2015 (afgetreden na benoeming tot staatssecretaris van Infrastructuur en Milieu ) | PvdA   |
|                | M.H.P. (Martijn) van Dam          | ir. M.H.P. (Martijn) van Dam (1978)           | Staatssecretaris                   | • Toerisme • Landschapsbeheer • Natuurbeheer • Voedselkwaliteit • Visserij • Dierenwelzijn (Economische Zaken) | 3 november 2015 – 1 september 2017 (afgetreden)                                                                 | PvdA   |
|                | M.J. (Martin) van Rijn            | drs. M.J. (Martin) van Rijn (1956)            | Staatssecretaris                   | • Jeugdbeleid • Ouderenbeleid • Gehandicaptenbeleid • Verpleging- en Verzorging • Medische Ethiek • Biotechnologie • Oorlogsgetroffenen (Volksgezondheid, Welzijn en Sport)                                                                                             | 5 november 2012 – 26 oktober 2017                                                                               | PvdA   |
|                | J. (Jetta) Klijnsma               | drs. J. (Jetta) Klijnsma (1957)               | Staatssecretaris                   | • Sociale Zekerheid • Arbeidsomstandigheden • Armoedebeleid • Bijstandszaken • Pensioenen • Verzekeringen (Sociale Zaken en Werkgelegenheid) | 5 november 2012 – 26 oktober 2017                                                                               | PvdA   |
|                | S. (Sander) Dekker                | drs. S. (Sander) Dekker (1975)                | Staatssecretaris                   | • Algemeen Voortgezet Onderwijs • Voorbereidend Wetenschappelijk Onderwijs • Beroepsgericht Onderwijs • Basisonderwijs • Speciaal Onderwijs • Achterstandenbeleid • Lerarenbeleid • Mediabeleid (Onderwijs, Cultuur en Wetenschap)                                      | 5 november 2012 – 26 oktober 2017                                                                               | VVD    |
|                | W.J. (Wilma) Mansveld             | W.J. (Wilma) Mansveld (1962)                  | Staatssecretaris                   | • Openbaar Vervoer • Luchtvaart • Spoorwegen • Milieuzaken • KNMI (Infrastructuur en Milieu) | 5 november 2012 – 28 oktober 2015 (afgetreden)                                                                  | PvdA   |
|                | S.A.M. (Sharon) Dijksma           | S.A.M. (Sharon) Dijksma (1971)                | Staatssecretaris                   | • Openbaar Vervoer • Luchtvaart • Spoorwegen • Milieuzaken • KNMI (Infrastructuur en Milieu) | 5 november 2015 – 26 oktober 2017                                                                               | PvdA   |

### Personele wijzigingen
- Op 6 december 2012 diende Co Verdaas zijn ontslag in in verband met een affaire, ontstaan in zijn vorige functie als gedeputeerde van de provincie Gelderland. De gehele oppositie verweet premier Rutte een onzorgvuldige selectieprocedure.[12]
- Op 18 december 2012 trad Sharon Dijksma aan als staatssecretaris van Economische Zaken als opvolger van Co Verdaas.
- Op 30 januari 2014 diende Frans Weekers zijn ontslag in. In een debat in de Tweede Kamer had hij geconcludeerd onvoldoende draagvlak in de Kamer te hebben over zijn beleid inzake de Belastingdienst.[13]
- Op 4 februari 2014 trad Eric Wiebes aan als staatssecretaris van Financiën als opvolger van Frans Weekers.
- Op 17 oktober 2014 trad Frans Timmermans af als minister van Buitenlandse Zaken, in verband met zijn benoeming tot eurocommissaris. Bert Koenders volgde hem dezelfde dag op.
- Op 9 maart 2015 trad Ivo Opstelten af als minister van Veiligheid en Justitie. Fred Teeven, staatssecretaris bij hetzelfde ministerie, trad eveneens af. Opstelten had de Tweede Kamer onjuist geïnformeerd over een in 2001 door Teeven, destijds officier van justitie, gemaakte deal met crimineel Cees H.[14] Stef Blok werd op 10 maart 2015 benoemd tot minister van Veiligheid en Justitie ad interim.
- Op 20 maart 2015 werden Ard van der Steur en Klaas Dijkhoff beëdigd als nieuwe minister respectievelijk staatssecretaris van Veiligheid en Justitie.[15]
- Op 28 oktober 2015 trad Wilma Mansveld af als staatssecretaris van Infrastructuur en Milieu als gevolg van de resultaten van de Parlementaire enquête naar Fyra.
- Op 3 november 2015 trad Sharon Dijksma aan als staatssecretaris van Infrastructuur en Milieu als opvolger van Wilma Mansveld. Martijn van Dam werd op dezelfde dag  benoemd als staatssecretaris van Economische Zaken als opvolger van Sharon Dijksma.
- Van 29 juni tot 16 september 2016 werd minister van Binnenlandse Zaken en Koninkrijksrelaties Ronald Plasterk vervangen door minister voor Wonen en Rijksdienst Stef Blok omdat hij een operatie moest ondergaan vanwege hartklachten
- Op 26 januari 2017 trad Ard van der Steur af als Minister van Veiligheid en Justitie. 's Anderendaags volgde Stef Blok, tot dan minister voor Wonen en Rijksdienst, Van der Steur op. Zijn bevoegdheden inzake Wonen en Rijksdienst werden overgenomen door minister van Binnenlandse zaken, Ronald Plasterk.
- Per 1 september 2017 trad Martijn van Dam af als staatssecretaris van Economische Zaken om lid te worden van de Raad van Bestuur van de NPO. Zijn bevoegdheden werden overgenomen door de minister van Economische Zaken, Henk Kamp.
- Op 3 oktober 2017 trad Jeanine Hennis-Plasschaert af als minister van Defensie tijdens een debat in de Tweede Kamer over een rapport van de Onderzoeksraad voor Veiligheid naar aanleiding van een ongeluk met een mortier tijdens een militaire missie in Mali.
- Op 4 oktober 2017 werd Klaas Dijkhoff benoemd als minister van Defensie als opvolger van Jeanine Hennis-Plasschaert. Zijn bevoegdheden als staatssecretaris van Veiligheid en Justitie worden overgenomen door de minister van Veiligheid en Justitie, Stef Blok.

## Verloop

### Start

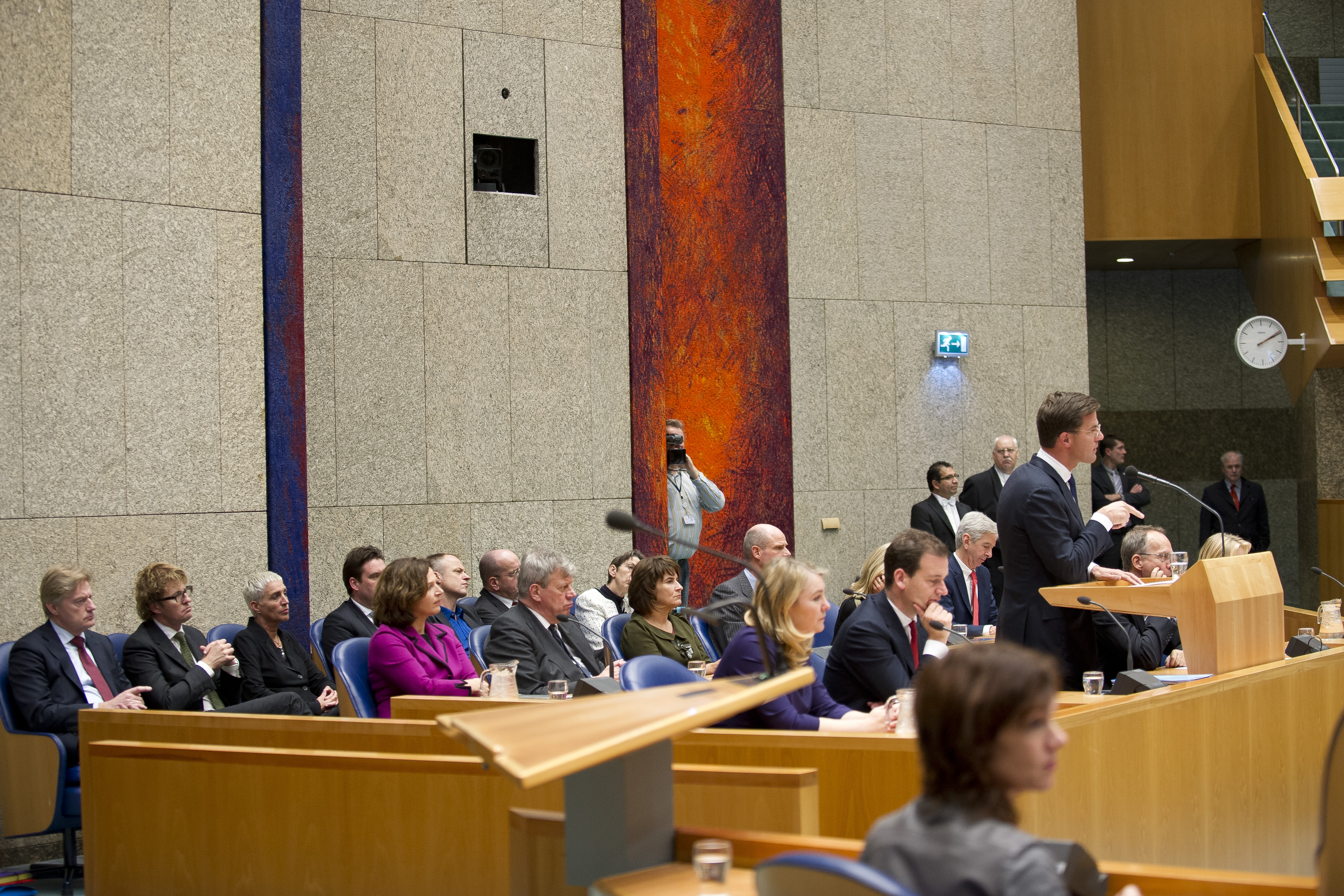
Het kabinet bijeen tijdens het debat over de regeringsverklaring

Al voordat het kabinet beëdigd was, ontstond onduidelijkheid over het plan van het kabinet voor een inkomensafhankelijke zorgpremie. VVD en PvdA hadden geen meerderheid in de Eerste Kamer, en zoals het voorstel er lag, zouden oppositiepartijen de plannen ook niet aan een meerderheid in de Senaat helpen. Eerder had PvdA-voorzitter Hans Spekman het plan en de daarmee samenhangende inkomensnivellering 'een feest' genoemd. De vier grootste oppositiepartijen, PVV, SP, CDA en D66, eisten inzicht in koopkrachtberekeningen uit de formatie. Later wilde ook GroenLinks meer inzicht in de koopkrachtcijfers. Het debat over de regeringsverklaring werd uitgesteld totdat het Nibud de koopkrachteffecten had doorgerekend.
Ondertussen ontstond in de samenleving onrust na koopkrachtcijfers van het CPB en van het kabinet zelf. Een aanzienlijk deel van de bevolking zou volgens die cijfers in de komende kabinetsperiode 5 tot 10 procent moeten inleveren. Deze groep bestond hoofdzakelijk uit middeninkomens, maar ook uit bijstandsmoeders of pensioengerechtigden met een klein pensioen. De VVD halveerde daardoor in de peilingen en kreeg te maken met honderden opzeggingen. De coalitiepartijen VVD en PvdA kwamen beide met verschillende reacties op de cijfers. Op 9 november 2012 kwam het kabinet daarom bijeen voor een crisisberaad. Het regeerakkoord werd daarbij opengebroken. Nadat VVD en PvdA een akkoord hadden bereikt en dit aan hun fracties hadden voorgelegd, dienden de fractievoorzitters Halbe Zijlstra (VVD) en Diederik Samsom (PvdA) tijdens het debat over de regeringsverklaring een motie in, waardoor de inkomensafhankelijke zorgpremie uit het akkoord werd gehaald; via inkomensafhankelijke heffingskortingen in het belastingsysteem zou vervolgens aan inkomensnivellering worden gedaan. Deze motie werd aangenomen.

### Woonakkoord

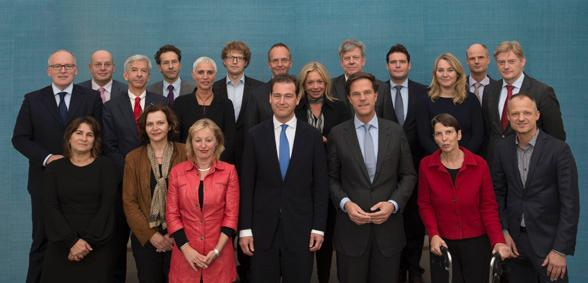
Kabinet-Rutte II in de oorspronkelijke samenstelling

Na mislukte onderhandelingen met het CDA sloot het kabinet op 15 februari 2013 een woonakkoord met D66, CU en SGP, dat nog door de Tweede en Eerste Kamer moest worden aangenomen. D66 en ChristenUnie reageerden verbaasd. Op 12 maart aanvaardde de Eerste Kamer de huurverhogingen met een meerderheid van een ternauwernood gecorrigeerde 1 stem. Op 18 december 2013 stemde de Eerste Kamer in met het woonakkoord. PvdA-senator Adri Duivesteijn dreigde tegen het akkoord te stemmen omdat hij het oneens was met de verhuurdersheffing, waardoor er 1,7 miljard euro naar de schatkist zou gaan, in plaats van naar de woningcorporaties. De stem van Duivesteijn was cruciaal. Als hij tegen had gestemd, was het woonakkoord verworpen op één stem. Uiteindelijk stemde Duivesteijn, na aanpassingen van de minister voor Wonen en Rijksdienst, Stef Blok, voor het akkoord, waardoor er een nipte meerderheid was.

### Begroting 2013
Op 19 augustus 2013 had D66-leider en fractievoorzitter in de Tweede Kamer Alexander Pechtold bekendgemaakt dat het kabinet stopte met het overleg met de oppositie over de bezuinigingsplannen voor 2014.
Na Prinsjesdag 2013 startte het kabinet onderhandelingen met de oppositie over de begroting. PVV en SP weigerden het aanbod tot onderhandelingen van minister Dijsselbloem, later haakten de Partij voor de Dieren, 50PLUS, het CDA en GroenLinks af. De coalitie onderhandelde samen met D66, ChristenUnie en SGP. De onderhandelingen waren vooral bedoeld om de plannen door de Eerste Kamer te krijgen, toch vond het overleg plaats tussen de fractievoorzitters en Kamerleden uit de Tweede Kamer. Met steun van D66, ChristenUnie en SGP ontstaat er in de Eerste Kamer een nipte meerderheid van 38 zetels. Op 11 oktober 2013 legden de onderhandelaars het resultaat voor aan hun fracties. Op dezelfde datum maakten zij 's avonds via een persconferentie bekend dat de vijf partijen, D66, ChristenUnie, SGP, PvdA en VVD, met het kabinet waren gekomen tot de Begrotingsafspraken 2014.

### Vrije artsenkeuze
Op 16 december 2014 werd het wetsvoorstel ter beperking van de vrije artsenkeuze door de Senaat verworpen. Voorstemmers waren 33 leden uit de fracties van de VVD, PvdA (behoudens 3 leden), SGP, ChristenUnie en D66. Tegenstemmers waren 38 leden uit de fracties van de PVV, SP, GroenLinks, CDA, PvdD, OSF en 50PLUS. 4 leden waren afwezig. Dit was een pijnlijke nederlaag voor het kabinet. Het feit dat er drie PvdA-senatoren tegen hadden gestemd, speelde hierbij een voorname rol.

### NSA-leaks
Op 5 februari 2014 reageerden de oppositie en regeringspartij VVD fel op een brief van de ministers Ronald Plasterk en Jeanine Hennis-Plasschaert. In de brief werd aangegeven dat de Nederlandse inlichtingendiensten 1,8 miljoen 'metadata'-gegevens via 'meeluisteren' op satellietcommunicatie over telefoongesprekken en surfgedrag verzameld hebben. Plasterk gaf echter in oktober 2013 aan dat de Amerikaanse NSA deze data had afgetapt. De Tweede Kamer wil weten of zij verkeerd is ingelicht door Plasterk, of dat Plasterk zijn eigen ambtenaren niet onder controle heeft. In de derde termijn van het debat diende D66 een motie van wantrouwen tegen Plasterk in. De motie werd behalve door D66 ook gesteund door SP, PVV, CDA, GroenLinks, Partij voor de Dieren, 50PLUS en het lid Bontes en haalde hiermee een minderheid van 63 zetels, waarna zij werd verworpen.

### Eerste Kamerverkiezingen
Na de Provinciale Statenverkiezingen 2015 kozen de Statenleden de Eerste Kamer door middel van getrapte verkiezingen. De coalitie van VVD en PvdA haalde samen 21 zetels, een verlies van 9 zetels ten opzichte van de vorige verkiezingen. Hierdoor had het kabinet sinds 28 mei 2015 in de Eerste Kamer een minderheid met 21 van de 75 zetels, waardoor het afhankelijk werd van steun van oppositiepartijen, zoals CDA (12 zetels), D66+CU+SGP (samen 15 zetels), D66 én GroenLinks (samen 14 zetels), PVV (9 zetels) of SP (9 zetels).

### Verlies Tweede Kamermeerderheid
Het kabinet was in de Tweede Kamer begonnen met een meerderheid van 79 zetels. Dit werd gereduceerd tot 77, toen op 13 november 2014 Tunahan Kuzu en Selçuk Öztürk de PvdA-fractie verlieten na een conflict met minister Asscher. In maart werd het in opspraak geraakte VVD-Kamerlid Mark Verheijen vervangen door de eerder opgestapte Johan Houwers. Vlak voor zijn installatie werd bekend dat het Openbaar Ministerie hem schuldig achtte aan hypotheekfraude. Fractievoorzitter Halbe Zijlstra liet daarop weten dat er voor fraudeurs geen plek was in de fractie, waarop Houwers er voor koos als eenmansfractie in de Kamer terug te keren, waardoor de meerderheid van het kabinet verder terug was gelopen tot 76. Op 7 november 2016, vier maanden voor de verkiezingen,  verloor het kabinet de meerderheid, omdat PvdA-Kamerlid Jacques Monasch de fractie verliet en het kabinet daarmee nog maar 75 zetels had.

### Reden ontslagaanvraag
Premier Rutte bood de koning op 14 maart 2017 het ontslag aan van zijn kabinet, in verband met de verkiezing van de leden van de Tweede Kamer die de volgende dag zou plaatsvinden. Het kabinet-Rutte II was het eerste kabinet sinds het kabinet-Kok I (1994-1998) dat de volledige regeerperiode uitzat. Het kabinet regeerde nog in demissionaire status door tot 26 oktober 2017, toen het kabinet-Rutte III geïnstalleerd werd.